# Империали, Джузеппе Ренато
Джузеппе Ренато Империали (итал. Giuseppe Renato Imperiali; 1 мая 1651, Франкавилла-Фонтана, Неаполитанское королевство — 15 января 1737, Рим, Папская область) — итальянский куриальный кардинал. Генеральный казначей Апостольской Палаты с 14 сентября 1686 по 6 декабря 1695. Префект Священной Конгрегации хорошего управления с 27 сентября 1700 по 15 января 1737. Префект Священной Конгрегации дисциплины монашествующих с 4 августа 1698 по 15 января 1737. Кардинал-дьякон с 13 февраля 1690, с титулярной диаконией Сан-Джорджо-ин-Велабро с 10 апреля 1690 по 9 декабря 1726. Кардинал-священник с титулом церкви pro hac vice Сан-Джорджо-ин-Велабро с 9 декабря 1726 по 20 января 1727, in commendam с 20 января 1727 по 17 ноября 1732. Кардинал-священник с титулом церкви Сан-Лоренцо-ин-Лучина с 20 января 1727. Кардинал-протопресвитер с 4 января 1727 по 15 января 1737. 